# Gouvernement ben Dagher
Yémen
Bahah II Saïd I
Le gouvernement Ahmed ben Dagher est le gouvernement yéménite entré en fonction le 4 avril 2016.
Ahmed ben Dagher est chargé de former un « gouvernement de crise ».

## Historique
En juin 2016, le gouvernement s'installe à Aden.
Le 18 septembre 2016, Hadi appelle le gouvernement à retourner à Aden. Le jour-même, le gouvernement est remanié. Le 22 septembre 2016, le Premier ministre et sept des trente-deux ministre rentrent à Aden de manière permanente, tandis que le reste du gouvernement s'installerait à Marib à une date ultérieure.
Le 27 avril 2017, le gouvernement est de nouveau remanié.
Le 24 décembre 2017, le gouvernement est de nouveau remanié.
Le 21 janvier 2018, et alors que le pays est en déficit, le Premier ministre annonce le premier budget depuis le début de la guerre. 
Le jour même, le Conseil de transition du Sud adresse un ultimatum de sept jours au président Abdrabbo Mansour Hadi pour limoger le gouvernement d'Ahmed ben Dagher, qu'ils accusent de « corruption », et le remplacer par un gouvernement de technocrates, sans quoi il nommerait son propre gouvernement. Le 28 janvier 2018, peu après l'expiration de l'ultimatum, les séparatistes prennent le contrôle du siège du gouvernement. Le 30 janvier, les forces fidèles au STC contrôlent la quasi-totalité de la ville. En fin de journée, les combats cessent, après une médiation de la coalition. À l'issue de ces négociations, les séparatistes rendent trois bases militaires à l'armée, et lèvent le siège du palais présidentiel al-Maachiq.
Le 21 mars 2018, pour protester contre l'exil du président Hadi, le vice-Premier ministre Mohamed Abdelaziz al-Jabari et le ministre d'État Abd Rabbo Saleh Aslami annoncent leur départ du gouvernement.
À partir de 2015, dans le contexte de la guerre civile yéménite, les Émirats arabes unis commencent à administrer de fait l'île de Socotra, construisant de nouvelles infrastructures, des réseaux de télécommunication, demandant aux habitants de signer des contrats de travail avec eux, font leurs propres recensement des populations locales, puis, en 2018, se déploient militairement sur l'île, ce que condamne le gouvernement yéménite, au nom de sa souveraineté sur l'île. Le 13 mai, des troupes saoudiennes débarquent à leur tour, à la demande du gouvernement yéménite pour former ses troupes, puis les deux forces se retirent au profit de l'armée gouvernementale dès le lendemain 14 mai.
Le 24 mai 2018, étant de santé fragile du fait de problèmes cardiaques, Abdel Malak al-Mekhlafi est remplacé par Khaled al-Yamani en tant que ministre des Affaires étrangères.

## Composition

### Initiale (4 avril 2016)
- Les nouveaux ministres sont indiqués en gras, ceux ayant changé d'attributions en italique.

| Portefeuille                                                               | Ministre                    |
| -------------------------------------------------------------------------- | --------------------------- |
| Premier ministre                                                           | Ahmed ben Dagher            |
| Vice-Premier ministre                                                      | Abdel Malak al-Mekhlafi     |
| Vice-Premier ministre                                                      | Mohamed Abdelaziz al-Jabari |
| Vice-Premier ministre                                                      | Hussein Arab                |
| Ministre des Affaires étrangères                                           | Abdel Malak al-Mekhlafi     |
| Ministre des Affaires sociales et du Travail                               | Samira Obeïd                |
| Ministre de l'Agriculture                                                  | Ahmed ben Ahmed Maïssari    |
| Ministre de la Communication et des Technologies                           | Loutfi Bachrif              |
| Vice-ministre de la Défense                                                | Saleh Ali Hassan            |
| Ministre des Droits de l'homme                                             | Azz al-Dine al-Asbahi       |
| Ministre de l'Énergie et de l'Électricité                                  | Abdallah Mohsen al-Akwa     |
| Ministre de l'Enseignement technique et de la Formation professionnelle    | Abderrazak al-Achoual       |
| Ministre d'État                                                            | Hani ben Braik              |
| Ministre d'État Chargé de la Chambre des députés et du Conseil consultatif | Othman Moujali              |
| Ministre d'État Chargé du Dialogue national                                | Yassir al-Roaini            |
| Ministre des Finances                                                      | Mansar al-Kaïti             |
| Ministre de l'Information                                                  | Mohammed Qabati             |
| Ministre de l'Intérieur                                                    | Hussein Arab                |
| Ministre de la Jeunesse et des Sports                                      | Nayef al-Bakri              |
| Ministre de la Justice                                                     | Nahal al-Awlaqi             |
| Ministre du Pétrole et des Minéraux                                        | Saïf Mohsen Aboud al-Charif |
| Ministre de la Santé et de la Population                                   | Nasser Ba'aom               |
| Ministre du Service civique et des Assurances                              | Mohamed Abdelaziz al-Jabari |
| Ministre du Tourisme                                                       | Mouammar al-Iryani          |
| Ministre des Transports                                                    | Mourad al-Halmi             |

### Remaniement du 18 septembre 2016
- Les nouveaux ministres sont indiqués en gras, ceux ayant changé d'attributions en italique.

| Portefeuille                                                               | Ministre                    |
| -------------------------------------------------------------------------- | --------------------------- |
| Premier ministre                                                           | Ahmed ben Dagher            |
| Vice-Premier ministre                                                      | Abdel Malak al-Mekhlafi     |
| Vice-Premier ministre                                                      | Mohamed Abdelaziz al-Jabari |
| Vice-Premier ministre                                                      | Hussein Arab                |
| Ministre des Affaires étrangères                                           | Abdel Malak al-Mekhlafi     |
| Ministre des Affaires sociales et du Travail                               | Samira Obeïd                |
| Ministre de l'Agriculture                                                  | Ahmed ben Ahmed Maïssari    |
| Ministre de la Communication et des Technologies                           | Loutfi Bachrif              |
| Ministre de la Culture                                                     | Marwan Damaj                |
| Vice-ministre de la Défense                                                | Saleh Ali Hassan            |
| Ministre des Droits de l'homme                                             | Azz al-Dine al-Asbahi       |
| Ministre de l'Énergie et de l'Électricité                                  | Abdallah Mohsen al-Akwa     |
| Ministre de l'Enseignement supérieur                                       | Abdel Rahman Basalama       |
| Ministre de l'Enseignement technique et de la Formation professionnelle    | Abderrazak al-Achoual       |
| Ministre d'État                                                            | Hani ben Braik              |
| Ministre d'État                                                            | Abd Rabbo Saleh Aslami      |
| Ministre d'État Chargé de la Chambre des députés et du Conseil consultatif | Othman Moujali              |
| Ministre d'État Chargé du Dialogue national                                | Yassir al-Roaini            |
| Ministre des Finances                                                      | Ahmed Obeïd al-Fadhli       |
| Ministre des Fonds de dotation et d'orientation                            | Ahmed Zoubayen Attiah       |
| Ministre de l'Information                                                  | Mouammar al-Iryani          |
| Ministre de l'Intérieur                                                    | Hussein Arab                |
| Ministre de la Jeunesse et des Sports                                      | Nayef al-Bakri              |
| Ministre de la Justice                                                     | Nahal al-Awlaqi             |
| Ministre du Pétrole et des Minéraux                                        | Saïf Mohsen Aboud al-Charif |
| Ministre de la Santé et de la Population                                   | Nasser Ba'aom               |
| Ministre du Secrétariat de Sanaa                                           | Abdelghani Jamil            |
| Ministre du Service civique et des Assurances                              | Mohamed Abdelaziz al-Jabari |
| Ministre du Tourisme                                                       | Mohamed Qoubati             |
| Ministre des Transports                                                    | Mourad al-Halmi             |

### Remaniement du 27 avril 2017
- Les nouveaux ministres sont indiqués en gras, ceux ayant changé d'attributions en italique.

| Portefeuille                                                               | Ministre                                           |
| -------------------------------------------------------------------------- | -------------------------------------------------- |
| Premier ministre                                                           | Ahmed ben Dagher                                   |
| Vice-Premier ministre                                                      | Abdel Malak al-Mekhlafi                            |
| Vice-Premier ministre                                                      | Mohamed Abdelaziz al-Jabari                        |
| Vice-Premier ministre                                                      | Hussein Arab                                       |
| Ministre des Affaires étrangères                                           | Abdel Malak al-Mekhlafi                            |
| Ministre des Affaires sociales et du Travail                               | Abtihaj al-Kamal                                   |
| Ministre de l'Agriculture                                                  | Ahmed ben Ahmed Maïssari                           |
| Ministre de la Communication et des Technologies                           | Loutfi Bachrif                                     |
| Ministre de la Culture                                                     | Marwan Damaj                                       |
| Vice-ministre de la Défense                                                | Saleh Ali Hassan                                   |
| Ministre des Droits de l'homme                                             | Mohammad Mohsen Askar                              |
| Ministre de l'Énergie et de l'Électricité                                  | Abdallah Mohsen al-Akwa                            |
| Ministre de l'Enseignement supérieur                                       | Abdel Rahman Basalama                              |
| Ministre de l'Enseignement technique et de la Formation professionnelle    | Abderrazak al-Achoual                              |
| Ministre d'État                                                            | Abd Rabbo Saleh Aslami                             |
| Ministre d'État                                                            | Mohammed Abdallah Kouddah (à partir du 27/11/2017) |
| Ministre d'État Chargé de la Chambre des députés et du Conseil consultatif | Othman Moujali                                     |
| Ministre d'État Chargé du Dialogue national                                | Yassir al-Roaini                                   |
| Ministre des Finances                                                      | Ahmed Obeïd al-Fadhli                              |
| Ministre des Fonds de dotation et d'orientation                            | Ahmed Zoubayen Attiah                              |
| Ministre de l'Information                                                  | Mouammar al-Iryani                                 |
| Ministre de l'Intérieur                                                    | Hussein Arab                                       |
| Ministre de la Jeunesse et des Sports                                      | Nayef al-Bakri                                     |
| Ministre de la Justice                                                     | Jamal Mohamed Omar                                 |
| Ministre du Pétrole et des Minéraux                                        | Saïf Mohsen Aboud al-Charif                        |
| Ministre de la Santé et de la Population                                   | Nasser Ba'aom                                      |
| Ministre du Secrétariat de Sanaa                                           | Abdelghani Jamil                                   |
| Ministre du Service civique et des Assurances                              | Mohamed Abdelaziz al-Jabari                        |
| Ministre du Tourisme                                                       | Mohamed Qoubati                                    |
| Ministre des Transports                                                    | Mourad al-Halmi                                    |
| Ministre des Travaux publics et des Infrastructures                        | Maïn Abdelmalek Saïd                               |
| Vice-ministre des Droits de l'homme                                        | Samir Mohsen Cheïbani                              |

### Remaniement du 24 décembre 2017
- Les nouveaux ministres sont indiqués en gras, ceux ayant changé d'attributions en italique.

| Portefeuille                                                               | Ministre                                          |
| -------------------------------------------------------------------------- | ------------------------------------------------- |
| Premier ministre                                                           | Ahmed ben Dagher                                  |
| Vice-Premier ministre                                                      | Abdel Malak al-Mekhlafi (jusqu'au 24/05/2018)     |
| Vice-Premier ministre                                                      | Mohamed Abdelaziz al-Jabari (jusqu'au 21/03/2018) |
| Vice-Premier ministre                                                      | Ahmed ben Ahmed Maïssari                          |
| Ministre des Affaires étrangères                                           | Abdel Malak al-Mekhlafi (jusqu'au 24/05/2018)     |
| Ministre des Affaires étrangères                                           | Khaled al-Yamani                                  |
| Ministre des Affaires sociales et du Travail                               | Abtihaj al-Kamal                                  |
| Ministre de l'Agriculture                                                  | Othman Moujali                                    |
| Ministre de la Communication et des Technologies                           | Loutfi Bachrif                                    |
| Ministre de la Culture                                                     | Marwan Damaj                                      |
| Vice-ministre de la Défense                                                | Saleh Ali Hassan                                  |
| Ministre des Droits de l'homme                                             | Mohammad Mohsen Askar                             |
| Ministre de l'Énergie et de l'Électricité                                  | Abdallah Mohsen al-Akwa                           |
| Ministre de l'Enseignement supérieur                                       | Abdel Rahman Basalama                             |
| Ministre de l'Enseignement technique et de la Formation professionnelle    | Abderrazak al-Achoual                             |
| Ministre d'État                                                            | Abd Rabbo Saleh Aslami (jusqu'au 21/03/2018)      |
| Ministre d'État                                                            | Mohammed Abdallah Kouddah                         |
| Ministre d'État Chargé de la Chambre des députés et du Conseil consultatif | Mohammed Moqbel al-Himyari                        |
| Ministre d'État Chargé du Dialogue national                                | Yassir al-Roaini                                  |
| Ministre des Finances                                                      | Ahmed Obeïd al-Fadhli                             |
| Ministre des Fonds de dotation et d'orientation                            | Ahmed Zoubayen Attiah                             |
| Ministre de l'Information                                                  | Mouammar al-Iryani                                |
| Ministre de l'Intérieur                                                    | Ahmed ben Ahmed Maïssari                          |
| Ministre de la Jeunesse et des Sports                                      | Nayef al-Bakri                                    |
| Ministre de la Justice                                                     | Jamal Mohamed Omar                                |
| Ministre du Pétrole et des Minéraux                                        | Aws al-Oud                                        |
| Ministre de la Santé et de la Population                                   | Nasser Ba'aom                                     |
| Ministre du Secrétariat de Sanaa                                           | Abdelghani Jamil                                  |
| Ministre du Service civique et des Assurances                              | Mohamed Abdelaziz al-Jabari (jusqu'au 21/03/2018) |
| Ministre du Tourisme                                                       | Mohamed Qoubati                                   |
| Ministre des Transports                                                    | Saleh al-Joubwani                                 |
| Ministre des Travaux publics et des Infrastructures                        | Maïn Abdelmalek Saïd                              |
| Vice-ministre des Droits de l'homme                                        | Samir Mohsen Cheïbani                             |